# پیکو دو آرییرو
پیکو دو آرییرو (به پرتغالی: Pico do Areeiro) یک کوه در پرتغال است که در مادیرا واقع شده‌است. پیکو دو آرییرو ۱٬۸۱۸ متر بالاتر از سطح دریا واقع شده‌است.